# Messor

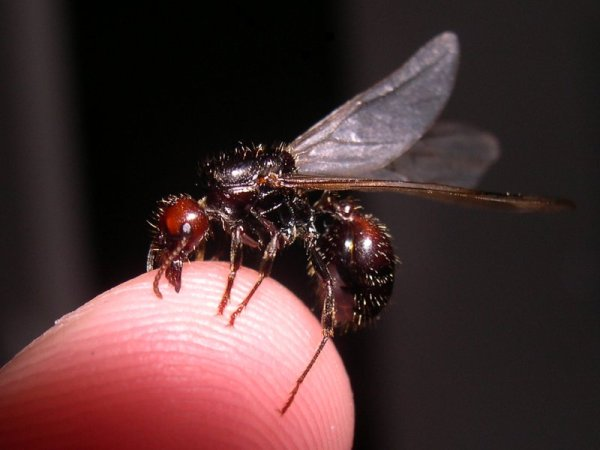
Jungkönigin von Messor barbarus

Messor ist eine Gattung der Ameisen (Formicidae), die zur Unterfamilie der Knotenameisen (Myrmicinae) gezählt wird. Alle Arten dieser Gattung ernähren sich hauptsächlich von Pflanzensamen und zählen somit zu den Ernteameisen. Ihr lateinischer (wissenschaftlicher) Name leitet sich von Messor (Schnitter, von messis = die Mahd), einem der 12 Erntegehilfen der römischen Göttin des Ackerbaus Ceres ab.

## Merkmale
Bei Messor-Arten gibt es zwischen den Arbeiterinnen extreme Größenunterschiede. Die kleinsten Exemplare messen vier Millimeter, wohingegen manche bis zu 10 bis 14 Millimeter (abhängig von der jeweiligen Art) erreichen und auffallend große Köpfe entwickeln. Auch existieren unzählige Zwischenformen, so dass es sich hier nicht um echten Polymorphismus handelt. Die großen Arbeiterinnen sind für das Knacken der Körner zuständig. 
Die Färbung der meisten Arten ist dunkelbraun bis schwarz, wobei es auch Ausnahmen gibt, wie z. B. Messor barbarus, die einen ausgeprägt roten Kopf besitzen können. Der Stachel ist stark zurückgebildet und Kämpfe werden mit den Mundwerkzeugen ausgetragen. Koloniegründungen erfolgen normalerweise claustral durch eine einzelne Königin oder auch in Pleometrose. Die Kolonien sind bei den meisten Arten monogyn und die Geschlechtstiere schwärmen gewöhnlich im Hochsommer. Manche Arten überwintern mit Geschlechtstieren, so dass es zu einem zweiten Schwarm im Frühling kommt, oder der Schwarm nur im Frühjahr stattfindet.

## Verbreitung und Lebensraum
Vertreter der Gattung Messor sind vorwiegend in den Steppen und Halbwüsten der Paläarktis heimisch. Sie bevorzugen warme und trockene Orte. Sie sind im Mittelmeergebiet häufig anzutreffen, allerdings in Mitteleuropa sehr selten und nur in wärmeren Lagen vertreten. So ist Messor ibericus die einzige in Deutschland nachgewiesene Art. Sie ist ausschließlich in der Rheinregion von Koblenz bis in die Gegend um Mainz und Wiesbaden sowie am Kaiserstuhl zu finden.

## Lebensweise
Diese Ameisen sind die bekanntesten Ernteameisen auf der Nordhalbkugel. Da der Großteil ihres Nahrungsbedarfs durch Pflanzensamen gedeckt wird, üben sie einen wichtigen Einfluss auf das Ökosystem aus.
Die großen Mengen an gesammelten Körnern werden in den weit ausgedehnten unterirdischen Nestern nach Pflanzenart sortiert und von Schalen befreit. Die Schalen werden außerhalb des Nests angehäuft. Die Samen werden von Arbeiterinnen verarbeitet, indem sie stundenlang zerkaut und mit Enzymen angereichert werden. So entsteht das sogenannte „Ameisenbrot“, welches die Grundnahrung für diese Ameisen und auch deren Brut darstellt.
Alle Arten ernähren sich zudem zoophag und schwach phytophag, vor allem wenn jahreszeitlich bedingt wenig Samen verfügbar sind.

## Systematik
Die Gattung Messor ist in Europa mit etwa 40 Arten und Unterarten vertreten. Weltweit sind über 100 Arten bekannt.
Einige wichtige Vertreter in Mitteleuropa sind folgende Arten (Auswahl):
- Messor barbarus
- Messor capitatus
- Messor lobicornis
- Messor structor

Die Große Gartenameise Messor cephalotes (engl. giant African harvester ant) ist die größte Spezies der Gattung und kommt ausschließlich in Ostafrika vor, sie kann bis zu 20 Millimeter groß werden, Königinnen erreichen bis zu 25 Millimeter. Sie gehört zu den teuersten Ameisen auf europäischen und asiatischen Sammlerbörsen und wird zumeist illegal und teilweise bandenmäßig aus Kenia nach Europa geschmuggelt, um den exotischen Wildtiermarkt zu versorgen. Eine Königin mit 20 oder 30 Arbeiterinnen kostet zwischen 100 und 400 Euro.

### Synonyme
Synonyme für die Gattung Messor:
- Cratomyrmex Emery, 1892
- Lobognathus Enzmann, 1947